# Mexx Meerdink
Mexx Meerdink, né le 24 juillet 2003 à Winterswijk aux Pays-Bas, est un footballeur néerlandais qui joue au poste d'avant-centre à l'AZ Alkmaar.

## Biographie

### En club
Né à Winterswijk aux Pays-Bas Mexx Meerdink, est notamment formé par l'AZ Alkmaar. Le 16 octobre 2020 il signe son premier contrat professionnel avec l'AZ, le liant au club jusqu'en juin 2023. 
Le 5 avril 2022, il prolonge son contrat avec l'AZ jusqu'en juin 2027.
Meerdink fait sa première apparition en équipe première le 7 mars 2023 face à la SSC Naples. Il entre en jeu à la place de Vangélis Pavlídis et son équipe s'impose par deux buts à un. Il joue son premier match en Eredivisie contre le FC Twente. Il entre en jeu et son équipe s'incline par deux buts à un.
En parallèle de ses débuts en équipe première, le jeune attaque participe à l'édition 2022-2023 de la Youth League. Il remporte avec les jeunes de l'AZ le tournoi, marquant notamment deux buts lors de la finale le 24 avril 2023 face à leurs homologues du HNK Hajduk Split (victoire 5-0 de l'AZ). Meerdink termine également meilleur buteur de la compétition avec neuf réalisations,.
Il entre en jeu lors de la demi-finale retour de la Ligue Europa Conférence 2022-2023 face à West Ham United le 18 mai 2023. Son équipe s'incline ce jour-là par un but à zéro.

## Vie privée
Mexx Meerdink est le fils de Martijn Meerdink, ancien footballeur international néerlandais,.

## Palmarès

### En club
AZ Alkmaar -19 ans
- UEFA Youth League (1) :
  - Vainqueur : 2023.

### Distinctions personnelles
- Co-meilleur buteur de l'UEFA Youth League 2022-2023.